# چری آریزو ۳
چری آریزو ۳ یک سدان ساب کامپکت تولید شده توسط خودروسازی چینی چری اتومبیل است.

## بررسی اجمالی
چری آریزو ۳ اساساً یک چری ئی۳ فیس لیفت شده‌است که در نمایشگاه خودرو گوانگژو ۲۰۱۴ و در پایان سال ۲۰۱۴ عرضه شد. قدرت آریزو۳ از یک موتور ۱٫۵ لیتری چهار سیلندر با تولید ۱۲۲ اسب بخار به دست می‌آید که به یک جعبه دنده ۵ سرعته دستی یا سی‌وی‌تی متصل می‌شود. آریزو۳ قرار بود جایگزین چری ای۱۳ شود و تحت سدان کامپکت آریزو۵ با قیمتی از حدود ۶۰٫۰۰۰ یوان تا ۸۰٫۰۰۰ یوان قرار گیرد.

## نگارخانه

چری آریزو۳ (جلو)
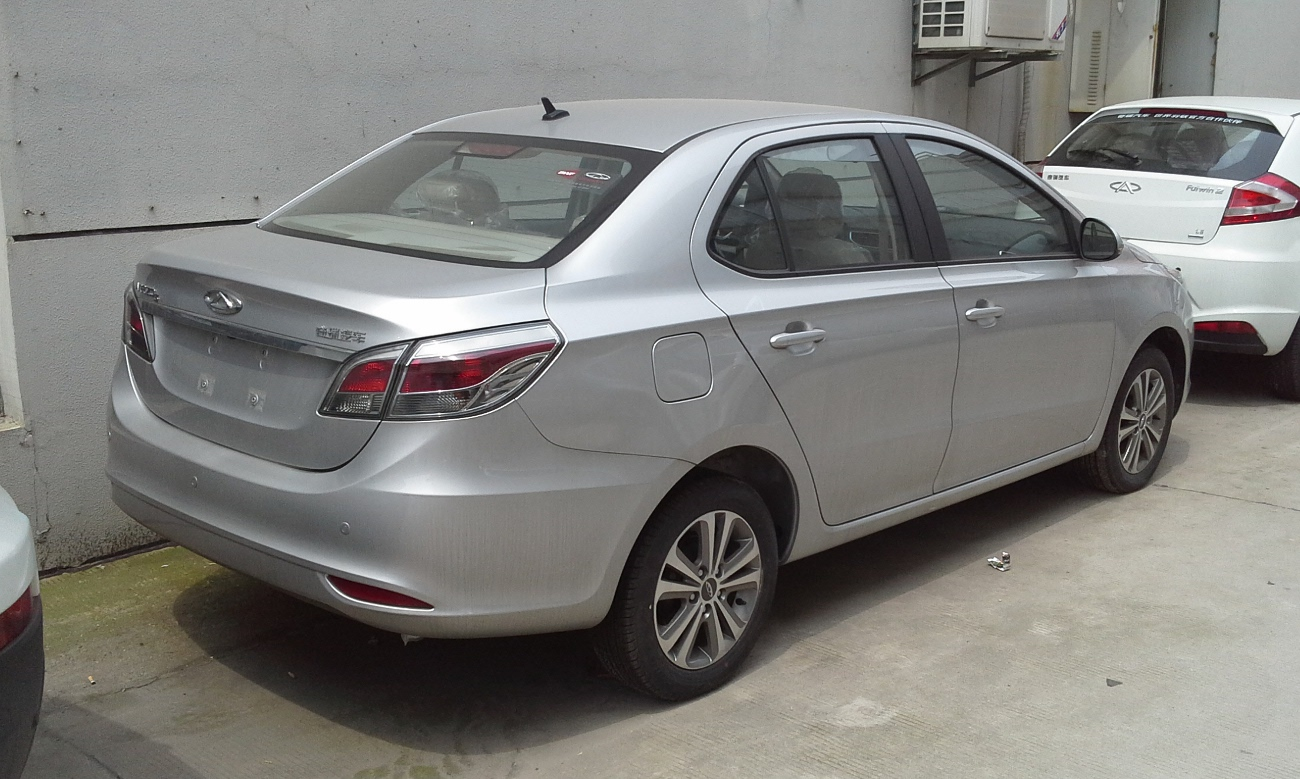
چری آریزو۳ (عقب)
تریم پایه چری آریزو ۳ (جلو)